# Norwegian Encore (судно)
Norwegian Encore — круїзне судно класу Breakaway Plus, експлуатується Norwegian Cruise Line (NCL). Це четверте судно класу Breakaway Plus у флоті після кораблів-побратимів Norwegian Bliss, Norwegian Escape і Norwegian Joy, дебютувало в листопаді 2019 року.

## Історія

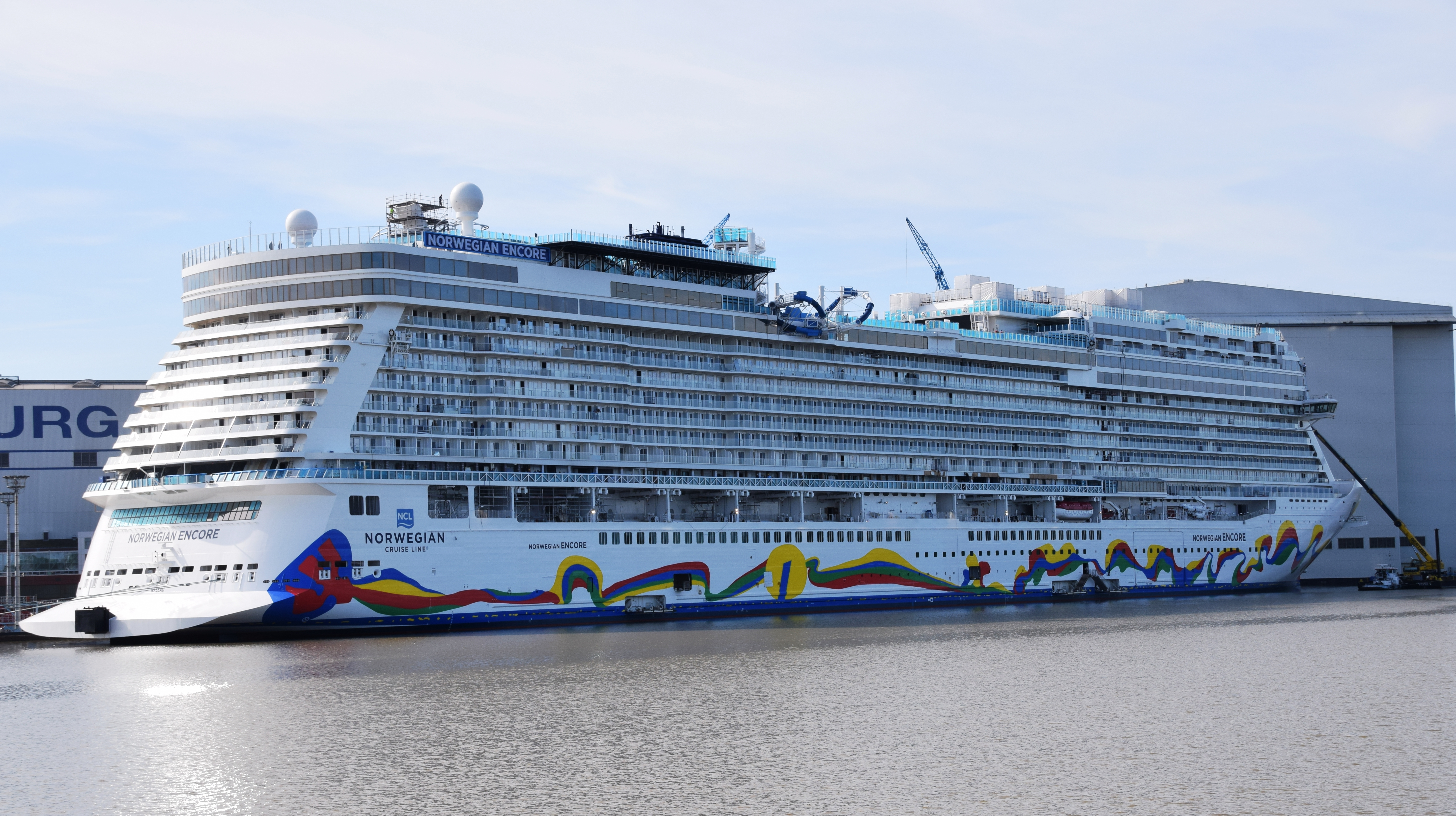
Norwegian Encore в Meyer Werft, 2019

14 липня 2014 року NCL оголосила, що досягла угоди з Meyer Werft щодо замовлення на 1,6 мільярда євро двох нових кораблів класу Breakaway Plus, поставка яких запланована на 2018 та 2019 роки відповідно. Спочатку оцінювали приблизно 164 600 GT кораблів і мають 4200 пасажирських місць.
У лютому 2017 року було оголошено, що корабель, поставка якого запланована на 2019 рік, буде розроблена для китайського ринку, так само як і її сестринське судно Norwegian Joy. Однак у січні 2018 року пізніше було оголошено, що корабель замість цього буде призначений для західного ринку, як і інший її сестринський корабель, Norwegian Bliss.
Будівництво почалося з нарізання сталі корабля 31 січня 2018 року, в день, коли було оголошено його ім'я як Norwegian Encore. Церемонія закладення кіля відбулася 28 листопада 2018 року в супроводі виступу з мюзиклу «Kinky Boots».
Відплив Norwegian Encore відбувся 17 серпня 2019 року, судно було відбуксировано з будівельного доку, щоб отримати обшивку воронки та подальше оснащення. 30 вересня 2019 року судно розпочало свій запланований рух уздовж Емса до Еемсгафена для ходових випробувань і завершило його 1 жовтня.